# Condado de Warren (Indiana)
El condado de Warren (en inglés: Warren County) se encuentra en el oeste de Indiana entre la frontera del estado de Illinois y el río Wabash en los Estados Unidos. En el censo de 2010 el condado tenía una población de 8508 habitantes. La sede de condado es Williamsport. Antes de la llegada de los colonos no indígenas en el siglo XIX, el área fue habitada por varias tribus amerindias. El condado fue establecida oficialmente en 1827 y fue el 55° condado de Indiana.
Es uno de los condados más rurales del estado, siendo el tercero con menor población y el que tiene la menor densidad de población con aproximadamente nueve habitantes por kilómetro cuadrado. El condado tiene cuatro pueblos incorporados, con una población total de aproximadamente 3.100, y también muchas comunidades pequeñas no incorporadas. Administrativamente está divido en 12 municipios, los cuales están a cargo de brindar servicios públicos en el área correspondiente.
La mayoría de la tierra en el condado es utilizada para agricultura, especialmente en las praderas abiertas al norte y al oeste y la tierra de cultivo está considerada entre las más productivo en Indiana, mientras que al sureste, en la rivera del río Wabash, predominan las colinas, los valles y los arroyos además es mucho más arbolado que el resto del condado. Las principales fuentes de empleo son la agricultura, la manufactura, el gobierno, la educación y los servicios médicos. En cuanto a vías de comunicación, cuatro carreteras estatales, dos carreteras federales atraviesan el condado y una línea de ferrocarril importante.

## Historia
En los siglos anteriores a la llegada de los colonizadores europeos, el área que posteriormente se convertiría en el condado de Warren estaba ubicada entre los terrenos ocupados por las tribus de los miami y los kikapú. Hacia finales del siglo XVIII, muchos de los miami se habían desplazado hacia al sur y la mayoría del área que posteriormente se sería el estado de Indiana, al norte del río Wabash, estaba habitada por la tribu potawatomi. El primer colono no indígena que visitó la región probablemente fue Zachariah Cicott, un francocanadiense que comerció con los kickapú y los potawatomi en 1802, aproximadamente. Cicott sirvió como explorador cuando el General William Henry Harrison guio a un ejército desde Vincennes a la Batalla de Tippecanoe a finales en 1811. La expedición de Harrison pasó a través del área que actualmente ocupa el condado de Warren. Después de que finalizara la Guerra anglo-estadounidense de 1812, Cicott continuó comerciando cerca del río Wabash y en 1817 construyó una cabaña en donde posteriormente se fundaría el pueblo de Independence. Otros colonos se asentaron en el área, pero esto no ocurrió hasta 1822 aproximadamente.
El condado fue establecido el 1 de marzo de 1827 por la Asamblea General de Indiana y fue nombrado en honor a Joseph Warren, quien murió en la batalla de Bunker Hill durante la Guerra de Independencia de los Estados Unidos. El pueblo de Warrenton fue elegido en marzo de 1828 por los comisionados como la sede de condado, pero al año siguiente se aprobó una ley que ordenaba el traslado de la sede y en junio de 1829 esta fue trasladada a Williamsport.
El primer juzgado del condado se ubicó en una casa de troncos en Warrenton que era propiedad de Enoch Farmer, uno de los primeros colonos del condado. Cuando la sede se trasladó a Williamsport, se usó como corte una casa de troncos propiedad del fundador de la ciudad, William Harrison. El primer juzgado construido para este propósito fue terminado en 1835 y tuvo un costo de $2 000. En 1872, fue sustituido por un edificio nuevo que costó $48 000, que a su vez fue reemplazado por un nuevo juzgado en 1886, edificado en una nueva barriada de la ciudad que había crecido junto a la vía férrea recientemente construida. Dicho edificio se incendió en 1907 y el cuarto y actual juzgado del condado de Warren fue completado en la misma ubicación en 1908 a un costo de $115 000.

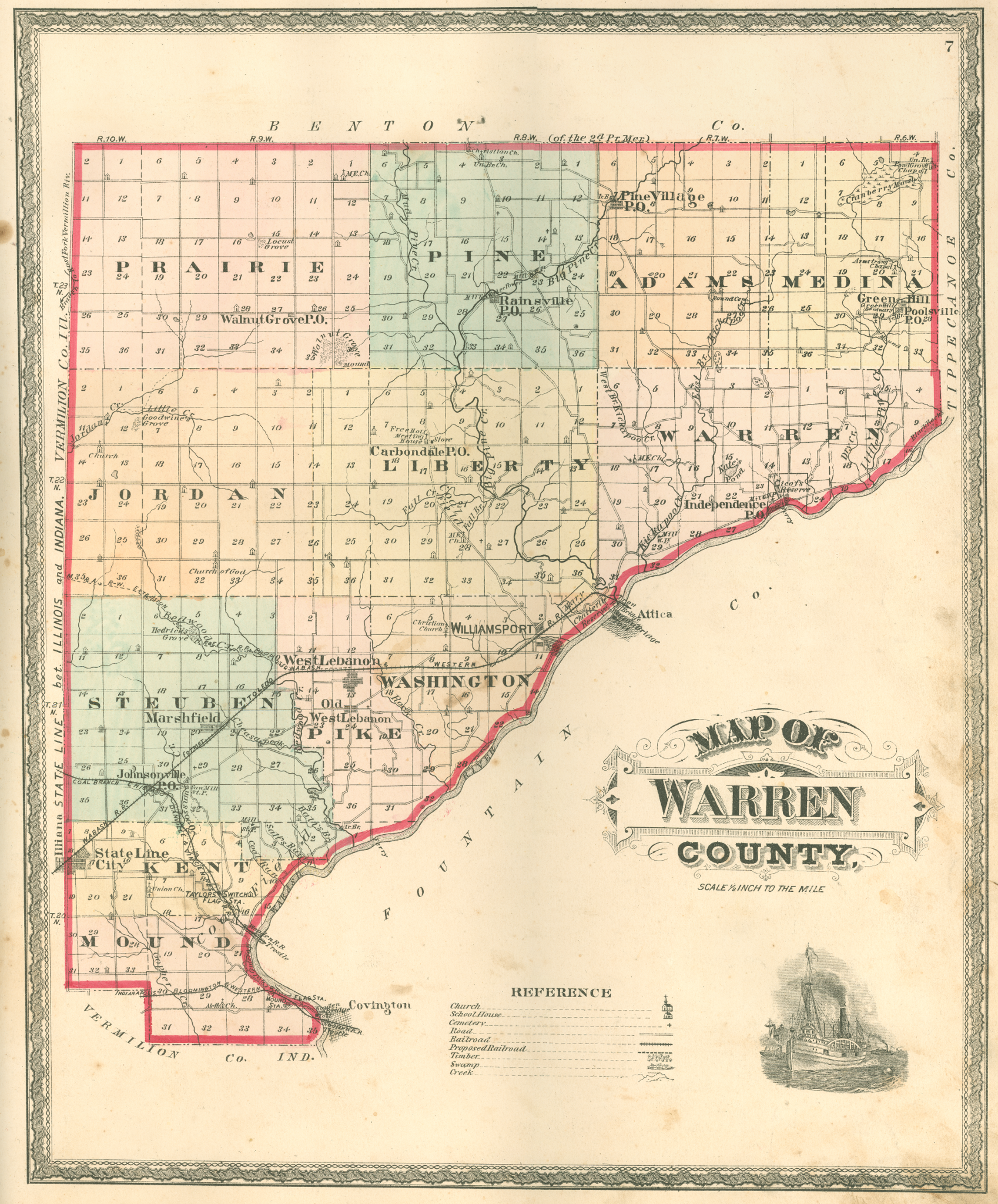
Mapa del condado de Warren en un atlas de condados de 1877.

A medida que avanzaba el siglo XIX, la política de desplazamiento de los indios hizo que varias tribus de amerindios se trasladaran al este del río Misisipi. En 1830, la Indian Removal Act (Ley de Traslado Forzoso de los Indios) fue aprobada por el Congreso y, aunque esta ley no afectaba a los potawatomi directamente, hizo que se aprobaran otros tratados que resultaron en su desplazamiento. En lo que posteriormente se conocería como el Potawatomi Trail of Death (Sendero de la Muerte de los Potawatomi), aproximadamente 860 miembros de esa tribu que se habían negado a trasladarse, fueron obligados a desplazarse de Indiana a Kansas. El 14 de septiembre de 1838, los amerindios junto con los milicianos que los escoltaban acamparon cerca de Williamsport y el 15 de septiembre acamparon en la parte suroeste del condado para después cruzar la frontera con Illinois. Para cuando llegaron a Kansas, más de 40 potawatomi habían muerto, la mayoría de ellos niños, dos de los cuales fueron enterrados en el lugar donde pasaron la noche del 15 de septiembre.
Cuando el condado fue establecido, el río Wabash era vital para el transporte. Zachariah Cicott comerció tanto río arriba como río abajo y ciudades como Attica, Perrysville y Williamsport fueron fundadas en y florecieron gracias a la cercanía del río. En 1843, el Wabash and Erie Canal (Canal del Wabash y del Erie) inició sus operaciones y proporcionó más oportunidades para transporte. Sin embargo, el canal se ubicaba en la ribera izquierda del río, al lado del condado de Fountain, por lo que los asentamientos del condado de Warren en la ribera derecha se vieron afectados negativamente y algunos como Baltimore se convirtieron en despoblados. Sin embargo, otros pueblos del condado de Warren, como Williamsport y Perrysville, lograron beneficiarse del tráfico del canal gracias a algunos desvíos que permitían que los botes pasaran del canal al río. Con la construcción de las vías de ferrocarril en los años 1850, el comercio pudo llegar a pueblos sin acceso al río, el canal perdió relevancia y su uso se descontinuó para principios de los años 1870.

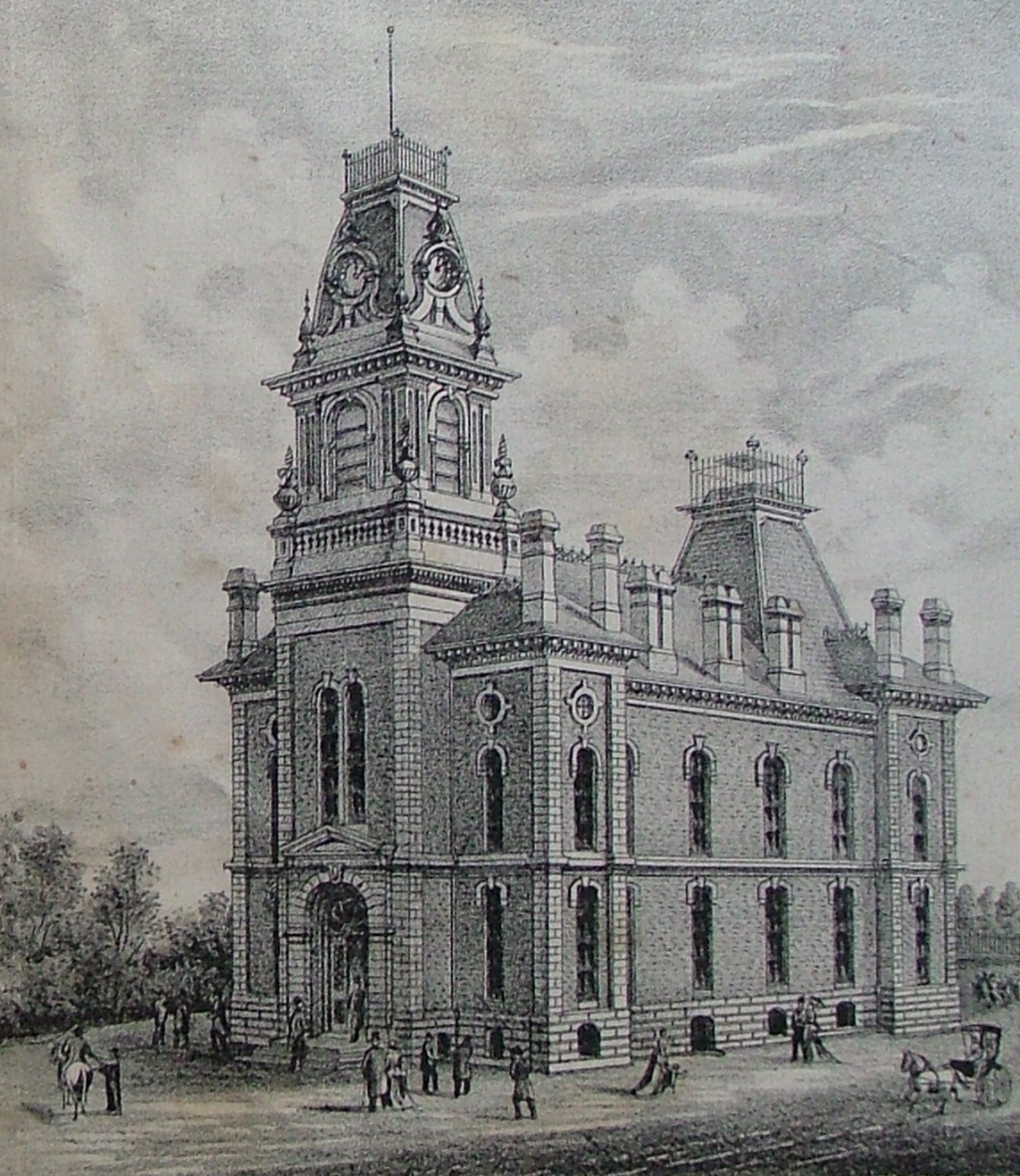
Dibujo del juzgado del condado en 1877.

Los primeros trenes en operar en el condado de Warren fueron los de la línea Toledo, Wabash and Western Railway (posteriormente pasó a llamarse Wabash Railroad. La vía férrea entró al condado cerca de Williamsport y desde allí se fue construyendo hacia el oeste hasta llegar a la frontera con Illinois en State Line City en 1857. Además de este pueblo, el tren solo pasaba cerca de otro asentamiento, West Lebanon, pero este estaba a más de un kilómetro de la ruta del ferrocarril. Posteriormente el pueblo se movió más al norte para estar más cerca de la estación. En 1869 se construyó la línea Indiana, Bloomington and Western Railway que pasaba por el municipio de Mound al sur del condado y en 1872, una ramificación de la línea Chicago, Danville and Vincennes Railroad fue construida desde Bismarck (Illinois) hacia el sureste, a través del condado de Warren, con el propósito de transportar carbón desde las minas en el sur de Covington. Sin embargo, varios disturbios laborales a finales de los años 1870 interrumpieron la extracción de carbón y, combinado con la mala situación financiera de la compañía que administraba la línea, hizo que la mayoría de la vía férrea fuera removida para 1880 y las pocas porciones que quedaron fueron removidas en los años posteriores. A principios de los años 1880, la Chicago and Indiana Coal Railroad operó una línea que pasaba por el condado. Esta línea pasó al control de la Chicago and Eastern Illinois Railroad, pero fue abandonada en 1920 debido a dificultades financieras. En 1921 otra compañía adquirió la línea y cambió el nombre por el de Chicago, Attica and Southern Railroad, pero esta volvió a sucumbir a los problemas económicos y las ferrovías fueron removidas en 1946. Otra ferrovía, parte de la New York Central Railroad, fue construida en el condado en 1903, iniciando en Danville (Illinois), pasando por los pueblos de Sloan y Stewart y continuando al norte hacia el Condado de Benton. En los años 1970, esta línea fue adquirida por Penn Central Transportation Company, que posteriormente se combinaría con otras compañías para formar Conrail, pero cesó operaciones en los años 1990 y toda la línea fue eliminada con excepción de un tramo que iba desde Stewart hacia el norte, que pasó a llamarse la Bee Line Railroad y que da servicio a una planta de procesamiento de granos en Stewart.
Tras llegar a su punto álgido a finales del siglo XIX, la población del condado empezó a disminuir durante el siglo XX, al igual que la mayoría del Medio Oeste rural. La introducción de los automóviles en los años 1920 afectó negativamente los negocios de los pueblos pequeños, situación que empeoró con la Gran Depresión. al igual que la mayoría del Medio Oeste rural. En los años 1940 y 1950, la recuperación económica y la Segunda Guerra Mundial motivó a que parte población migrara hacia los centros urbanos en crecimiento y en los años 1980 la población rural disminuyó aún más debido a los bajos precios de las cosechas y el elevado nivel de endeudamiento de los granjeros.
La primera feria realizada en el condado de Warren fue realizada el 6 y el 7 de septiembre de 1853 en Independence y también contó con la participación de granjeros del condado de Fountain, pero próximos años la feria fue realizada en el condado de Fountain, por lo que hubo menos participación de los habitantes del condado de Warren. En 1856, los agricultores de la parte norte del condado organizaron una feria al este de Pine Village y se continuó realizando allí anualmente hasta 1864 cuando se trasladó a West Lebanon. Desde 1883, la feria se ha realizado en la sede del condado, Williamsport y en la actualidad es organizada por 4-H.
El condado albergó un hotel de fama mundial, el Hotel Mudlavia, el cual fue construido en 1890 a un costo de $250 000 y estaba en las inmediaciones de un manantial natural al que le atribuían cualidades curativas. Entre los huéspedes famosos estuvieron James Whitcomb Riley, John L. Sullivan y Harry Lauder. El hotel fue destruido por un incendio en 1920 y no fue reconstruido, pero la compañía de Indianápolis Cameron Springs. La compañía fue adquirida por Perrier en 2000 por cerca de $10,5 millones. Al 2008, el agua del manantial aún era comercializada bajo diversos nombres.

## Geografía

Mapa del condado de Warren mostrando los municipios y los asentamientos.

El río Wabash, que fluye desde el condado de Tippecanoe hacia el este, define la frontera sureste del condado de Warren con el condado de Fountain, siendo la ladera del río un terreno con colinas y áreas arboladas. Por el contrario, la región noreste consiste principalmente de praderas llanas aptas para la agricultura que se extienden hacia el condado de Benton al norte. El condado limita al oeste con el Condado de Vermilion (Illinois) y al sur con el Condado de Vermillion (Indiana). La capital estatal, Indianápolis, se encuentra aproximadamente 110 kilómetros al sureste.
Según la Oficina del Censo, el condado tiene un área total de 949 kilómetros cuadrados (366,41 mi²), de la cual 944,5 kilómetros cuadrados (364,67 mi²) es tierra y 4,5 kilómetros cuadrados (1,74 mi²) (0,47%) es agua. La altitud del condado va desde 150 metros (492,1 pies) sobre el nivel del mar en donde el río Wabash entra al condado de Vermillion hasta 250 metros (820,2 pies) en el municipio de Prairie al noreste. El paisaje consiste principalmente de morrenas llanas o con ligeras pendientes cubiertas por till con un alto porcentaje de loam y limo, a excepción de la ladera del río Wabash, en la cual se presenta arena, grava, arenisca y shale.

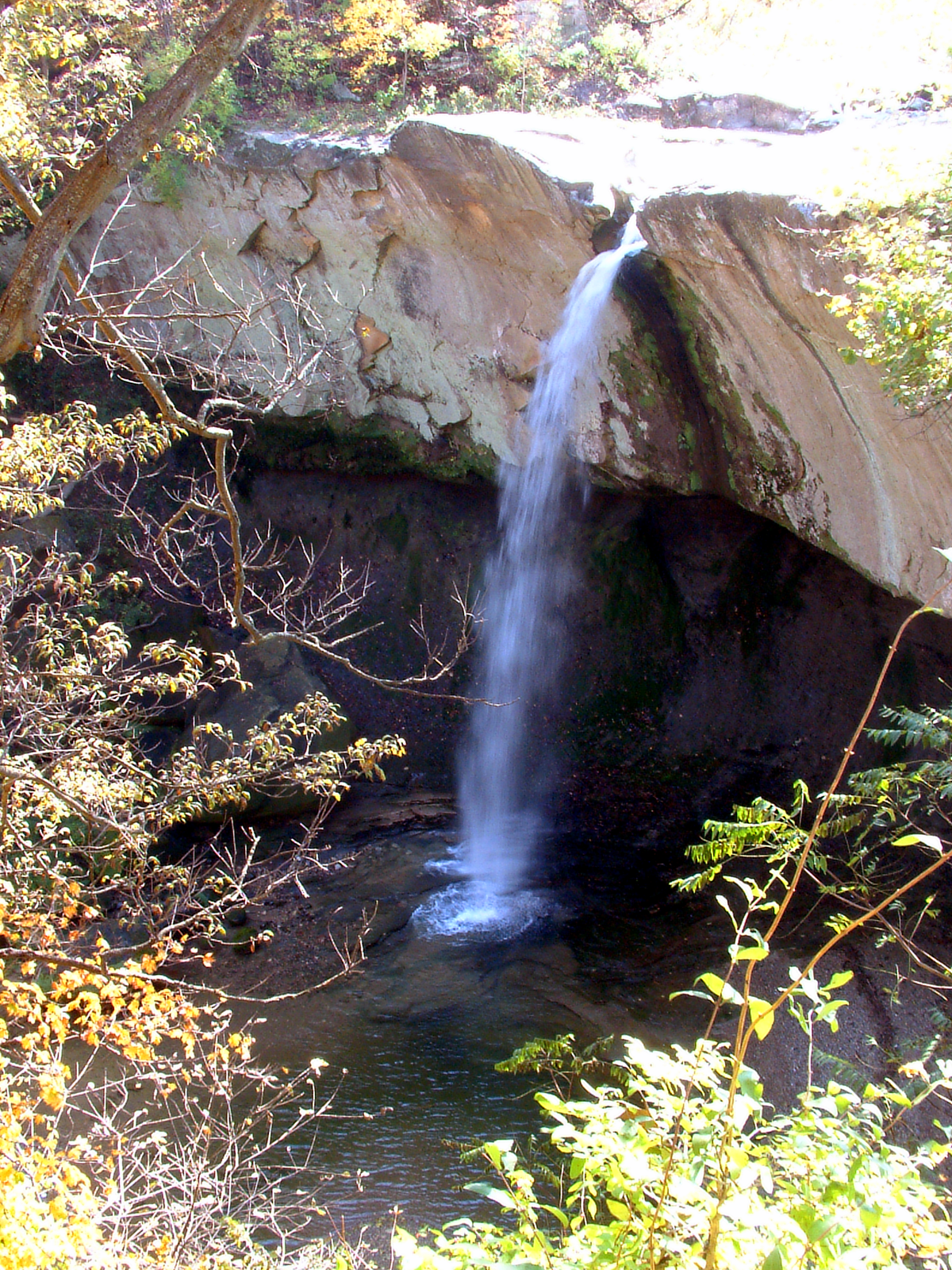
Catarata de Williamsport.

Cuando el condado se formó en 1827 se dividió en cuatro municipios: Medina, Warren, Pike y Mound. Durante las décadas siguientes, se hicieron varios cambios a los límites municipales y se crearon ocho municipios más: Pine y Washington en marzo de 1830; Steuben en 1834; Liberty en 1843; Adams en 1848; Jordan en 1853; y Kent y Prairie en 1864. Con base en los datos del censo de 2010, el municipio de Prairie tiene la densidad poblacional más baja con 2,1 personas por kilómetro cuadrado y el más extenso con 123,4 kilómetros cuadrados (47,6 mi²) y no tiene los pueblos incorporados, mientras que el municipio de Washington tiene la densidad más alta con 46 habitantes por kilómetro cuadrado en un área de 50,5 kilómetros cuadrados (19,5 mi²). La sede del condado, Williamsport, se encuentra dentro de este municipio.
Hay cuatro pueblos incorporados en el condado. El más grande es Williamsport, en la ribera oeste del río Wabash en el parte este del condado, río abajo de la ciudad de Attica que está en la otra ribera del río.  En 2010, su población era 1  898, casi un cuarto de la población total del condado. West Lebanon está aproximadamente 8 kilómetros (5 mi) al oeste de Williamsport sobre la Carretera Estatal 28 y contaba con una población de 723 en 2010. El pueblo de Pine Village está aproximadamente 18 kilómetros (11,2 mi) al norte de Williamsport en la intersección de la Carretera Estatal 55 se interseca con la carretera estatal 26, cerca del frontera norte del condado; en 2010 había 217 habitantes en Pine Village. State Line City está en la parte suroeste del condado en la frontera con el estado de Illinois. La pequeña comunidad de Illiana se encuentra justo al otro lado de la frontera. State Line City es el más pequeño de los pueblos incorporados del condado de Warrenon una población de 143.

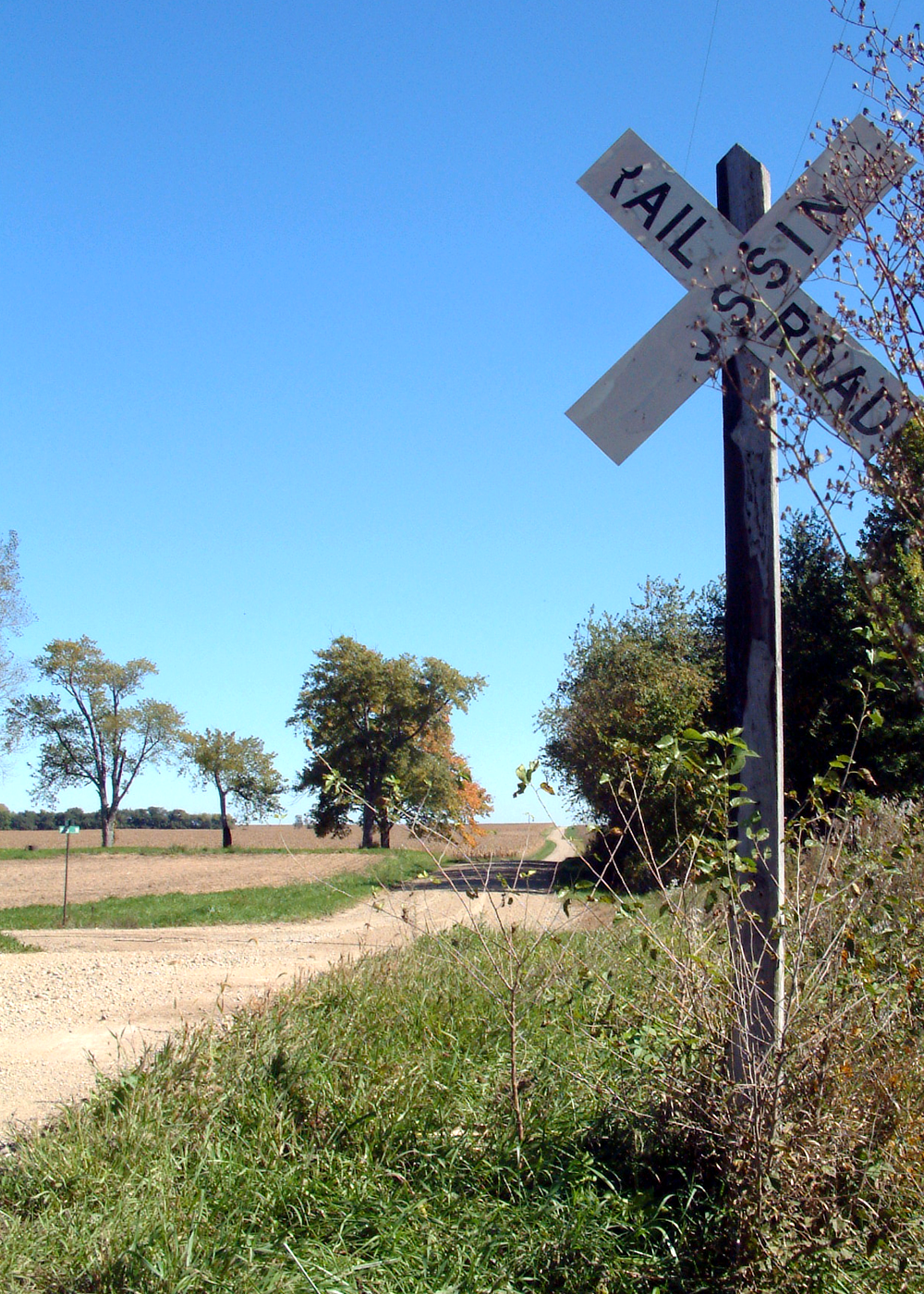
Señal de cruce de ferrocarril en Sloan.

Además de los pueblos incorporados, hay más de una docena pueblos pequeños no incorporados que históricamente fueron los centros actividad del condado. En la actualidad, la mayoría consiste de casas de habitación aunque algunos tienen iglesias o pequeños negocios. Los asentamientos de Hedrick, Pence y Stewart están en el municipio de Jordan; Stewart consiste de una planta de procesamiento de grano y una vivienda. En el municipio de Steuben se ubica Johnsonville, el cual tiene una iglesia y un puñado de residencias, y Marshfield, que cuenta tiene con taller de enderezado y pintura automotriz, un elevador para granos y una iglesia. La comunidad de Independence en el municipio de Warren fue parcelada en 1832 y se ubica en el sitio donde Zachariah Cicott, quien está enterrado en un cementerio del municipio al norte de la comunidad, estableció un puesto comercial. Dentro del municipio de Warren también se encuentra el asentamiento de Winthrop. El municipio de Liberty tiene tres comunidades no incorporadas: Carbondale, Judyville y Kramer, la cual se ubica cerca del lugar donde estaba el Hotel Mudlavia. Los demás municipios tienen un solo asentamiento: Foster es la única comunidad en el municipio de Mound y cuenta con un motel y varias casas; en la parte noreste del condado, Green Hill es el único asentamiento en el municipio de Medina; en el municipio de Prairie, la única comunidad es Tab es el solo asentamiento en el municipio de Prairie; la mayor parte de este municipio es agrícola y una planta de procesamiento de grano es el único negocio en Tab; y en el municipio de Pine se ubica la comunidad de Rainsville.
Varios de los asentamientos que existieron en el condado de Warren desaparecieron con el paso del tiempo. Este es el caso de Baltimore, el cual fue un centro de actividad a orillas del río que empezó a mermar cuando los ferrocarriles quitaron importancia al río como un medio para el transporte y el comercio. En la actualidad, solo queda una vivienda que fue construida después de que el pueblo comenzara a desaparecer. De igual manera, Warrenton, aunque tuvo un inicio prometedor al ser la primera sede de condado, perdió prominencia después de que esta fue trasladada y hoy en día queda rastro del asentamiento. Chesapeake fue el primer pueblo del municipio de Steuben, pero fue abandonado rápidamente y ya para 1883 los registros históricos de condado solo proporcionan una descripción breve del lugar. Otro de los pueblos que desapareció, en este caso a finales el siglo XX, fue Brisco, él cual, aunque nunca fue grande, tuvo una escuela unitaria entre los años 1850 y 1920. De igual manera, Chatterton en el municipio de Adams también tenía una escuela, una tienda y una oficina de correos y, aún después de que fuera abandonado continuó apareciendo en los mapas. Varios pueblos que fueron planificados nunca se desarrollaron y con el paso del tiempo se convirtieron en despoblados. Tal fue el caso de Kickapoo, Locust Grove, Sloan, Walnut Grove y Dresser. Este último tuvo una oficina de correos a principios del siglo XX pero nunca pasó de ser un grupo pequeño de viviendas. Una situación más extrema fue la de Point Pleasant, el cual sólo consistía de la residencia del fundador y una tienda de licores y que posteriormente fue descrito como «un pueblo de papel».
El condado cuenta con varios lugares de interés geográfico, siendo uno de ellos la catarata de Williamsport, la caída de agua más alta del condado. Estase encuentra en el centro de Williamsport a menos de 300 metros del juzgado del condado, cae 27 metros desde una saliente de arenisca y forma parte del arroyo Fall, el cual fluye a través del pueblo. Otro punto de interés es la Reserva Natural Black Rock Barrens ubicada al noreste de Independence, la cual sonsiste en un claro de limolita. Esta reserva, junto a la adyacente Reserva Natural Weiler-Leopold, albega una amplia variedad de especies vegetales tales como Trillium sessile, Pseudotrillium rivale, Phlox y Camassia en las tierras bajas y húmedas y Amelanchier, Thalictrum thalictroides, Viola pedata y Taenidia integerrima en las pendientes secas.
| Municipio         | Año establecido | Área km² | Área mi² | Población 2010 | Lugares (incorporado en negrita) | Despoblados                |
| ----------------- | --------------- | -------- | -------- | -------------- | -------------------------------- | -------------------------- |
| Adams             | 1848            | 70,01    | 27,03    | 512            | Pine Village                     | Chatterton                 |
| Jordan            | 1850            | 104,98   | 40,53    | 247            | Hedrick, Pence, Stewart          |                            |
| Kent              | 1864            | 36,51    | 14,10    | 428            | State Line City                  |                            |
| Liberty           | 1843            | 113,95   | 44,00    | 896            | Carbondale, Judyville, Kramer    |                            |
| Medina            | 1827            | 70,33    | 27,15    | 457            | Green Hill                       |                            |
| Mound             | 1827            | 43,48    | 16,79    | 418            | Foster                           | Baltimore                  |
| Pike              | 1827            | 45,51    | 17,57    | 1.221          | West Lebanon                     |                            |
| Pine              | 1830            | 93,48    | 36,09    | 481            | Rainsville                       | Brisco, Point Pleasant     |
| Prairie           | 1864            | 123,81   | 47,80    | 257            | Tab                              | Locust Grove, Walnut Grove |
| Steuben           | 1834            | 102,57   | 39,60    | 487            | Johnsonville, Marshfield         | Chesapeake, Dresser, Sloan |
| Warren            | 1827            | 94,33    | 36,42    | 806            | Independence, Winthrop           | Warrenton, Kickapoo        |
| Washington        | 1830            | 50,53    | 19,51    | 2.298          | Williamsport                     |                            |
| Condado de Warren | 1827            | 949,49   | 366,60   | 8.508          |                                  |                            |

## Transporte
No hay carreteras interestatal en el condado de Warren, aunque Interestatal 74 pasa menos de una kilómetro de la frontera del sur. Aproximadamente 32 kilómetros (19,9 mi) de las autopistas federales y 138 kilómetros (85,7 mi) de las autopistas estatales crucen el condado, y aproximadamente 890 kilómetros (553 mi) de las carreteras del condado. De estas, aproximadamente un tercio está pavimentado y el resto se componen de grava o  tierra.
- U.S. Route 41
- U.S. Route 136
- Ruta Estatal de Indiana 26
- Ruta Estatal de Indiana 28
- Ruta Estatal de Indiana 55
- Ruta Estatal de Indiana 63
- Ruta Estatal de Indiana 263
- Ruta Estatal de Indiana 352

## Demografía
En el censo del 2010, hubo 8.508 personas, 3.337 hogares y 2.416 familias residiendo en el condado. La densidad poblacional era de 9 personas por kilómetro cuadrado. Había 3.680 unidades habitacionales en una densidad de 4 por kilómetro cuadrado. La demografía del condado era 98,3% blancos, 0,1% afroamericanos, 0,2% amerindios, 0,4% asiáticos, 0,1% isleños del Pacífico, 0,2% de otras razas y 0,7% de dos o más razas. Los de origen hispano o latino eran el 0,8% de la población. Desde el punto de vista del linaje, 27,7% eran alemanes, 11,3% eran ingleses, 10,9% eran irlandeses y 9,2% eran americanos.
La renta promedio para un hogar del condado era de $49.238 y el ingreso promedio para una familia era $57.990. Los hombres tenían un ingreso medio de $46.731 versus $31.064 para las mujeres. La renta per cápita para el condado era de $23.670.  Aproximadamente 6,9% de las familias y 8,8% de la población estaba bajo el umbral de pobreza nacional.